# Emil Bannemann

Emil Bannemann

Emil Bannemann (* 15. April 1902 in Drevenack; † 23. Mai 1957 in Kiel) war ein deutscher Politiker (NSDAP) und Senator in Lübeck.

## Leben und Wirken
Nach dem Besuch der Volksschule im ostpreußischen Wittmund nahm Emil Bannemann ab 1917 am Ersten Weltkrieg teil. 1920 wurde er Mitglied des Freikorps Löwenfeld. Von 1923 bis 1924 nahm er an den Ruhrkämpfen teil. 1922 trat er in die NSDAP ein, für die er ab 1924 in Münster tätig war. Nach dem Parteiverbot schloss sich Bannemann zum 11. Mai 1925 wieder der NSDAP an (Mitgliedsnummer 3.950), übernahm die Führung der neu gegründeten Ortsgruppe in Lübeck und wurde dort 1926 Bezirksleiter. Nachdem er 1927 kurzzeitig aus der NSDAP ausgetreten war, schloss er sich ihr 1928 erneut an.
Ab 1929 war Bannemann für die NSDAP Mitglied in der Lübecker Bürgerschaft und dort Fraktionsvorsitzender. Am 11. März 1933 wurde Bannemann Staatssekretär für Arbeit und Wohlfahrt und ab 30. Mai 1933 war er Senator für Arbeit und Wohlfahrt der Stadt Lübeck. Ab 1933 gehörte er dem Aufsichtsrat der Lübecker Hypothekenbank an. Von 1936 bis April 1937 war er Treuhänder der Arbeit für das Wirtschaftsgebiet Sachsen.
Im September 1937 wurde er Gauhauptstellenleiter der Deutschen Arbeitsfront (DAF) im Gau Schleswig-Holstein und zum Mitglied im Preußischen Provinzialrat ernannt – er koordinierte u. a. den Einsatz von Zwangsarbeitern. Er war Aufsichtsratsvorsitzender der Baugesellschaft Neue Heimat und Mitglied des Aufsichtsrats verschiedener Banken in Schleswig-Holstein. Bannemann trat am 9. Dezember 1939 im Nachrückverfahren für den Abgeordneten Joachim Meyer-Quade als Abgeordneter in den nationalsozialistischen Reichstag ein, in dem er bis zum Ende der NS-Herrschaft im Frühjahr 1945 den Wahlkreis 13 (Schleswig-Holstein) vertrat. 1949 wurde er im Entnazifizierungsverfahren als Belasteter in Gruppe III eingestuft; die Pensionsansprüche wurden aberkannt.